# Svatošova 10 (Tábor)
Měšťanský dům s adresou Svatošova 10 se nalézá v hlavní části městské památkové rezervace v Táboře (čj. 36.568/61-V/2), v blízkém okolí Žižkova náměstí a jeho pozdně gotické radnice.

## Popis

### Historie
Dům čp. 35, stojící na nepravidelném obdélníkovém pozemku p. č. 360 o výměře 319 m², je přízemní, stojí skoro samostatně. Je zčásti vysazený z uliční řady, stojí v jižní frontě domů, v místech setkání dnešních ulic Svatošovy a Křížkovy, nedaleko náměstí Mikuláše z Husi. Základy má gotické. Od roku 1523 se jednalo o dva dodatečně spojené domy (dodnes patrná silná zeď mezi nimi). V roce 1617 se změnil majitel, dům pustl. Roku 1776 byl dům zlepšen, provozována v něm pekařská živnost, v roce 1791 byl dvorek přeměněn na zahrádku.
Novodobý krov je pravděpodobně z roku 1928, taktéž i většina novodobějších úprav (vnitřní dveře, schodiště do prostoru podkroví).

### Architektura
Hlavní, výrazně zalomené severní průčelí domu, s hlavním vstupem a se dvěma štíty, je orientováno do ulice Svatošova. Dům je kryt dvojicí střech, s hřebeny kolmými k ulici. Západněji položená část domu je směrem jižním protažena, je kryta polovalbovou střechou. Východněji položená část domu si uchovala v zadním traktu původní, středověký rozvrh – překlenutá chodbička se zadní komorou, s gotickou, valenou klenbou, je kryta sedlovou střechou. Fasády jsou hladce omítané, kolem oken a dveří pásové šambrány. Omítka je ve špatném stavu. Směrem jižním je dvorek s vjezdem z ulice Křížkovy.
Dvojice sklepních prostor je propojena průchodem, s osazeným kamenným portálkem. Oba prostory jsou zaklenuty valenou, kamennou klenbou, s otisky bednění.

### Kulturní památka
Dům je veden jako nemovitá kulturní památka, rejst. č. ÚSKP 38517/3-5313 – měšťanský dům. Dům je v soukromém vlastnictví. Stavem kulturních památek a kontrolou jejich užívání se zabývá odbor rozvoje MÚ Tábor, který také zajišťuje státní správu na úseku památkové péče a řeší většinu otázek, týkajících se památek i památkově chráněného území. Město Tábor je také od roku 1993 aktivně zapojeno do Programu regenerace městských památkových rezervací (MPR) a městských památkových zón (MPZ).
Již v roce 1962 bylo historické jádro Starého Města vyhlášeno národní kulturní památkou (č. 251/1962 Sb.), jako v jediném městě v té době v ČSSR. Tato centrální část města, jejíž součástí je i dům Svatošova 35/10, je protkána hustou sítí křivolakých uliček, skoro v každé z nich lze nalézt památkově chráněný dům. Většinou jde o renesanční památky, především o řadu měšťanských domů (cca 153 nemovitostí, z toho v soukromém vlastnictví 60 %, ve vlastnictví obce 32 %), s jejich charakteristickými prvky (obloučkovými štíty, freskami, sgrafity).
Současnost se zde prolíná s minulostí, s historickou atmosférou jeho ulic a domů, jako je např. dům Svatošova 10, a i proto je Tábor označován za jedno z nejmalebnějších měst v České republice.

### Fotografie
- https://www.turistika.cz/mista/zajimave-mestanske-domy-ve-meste-tabor/foto
- https://www.visittabor.eu/mestanske-domy
- https://sechtl-vosecek.ucw.cz/ulicky.html